# Казимировка (Лоевский район)
Казимировка (бел. Казіміраўка) — деревня в Страдубском сельсовете Лоевского района Гомельской области Беларуси.

## География

### Расположение
В 13 км на север от Лоева, 50 км от железнодорожной станции Речица (на линии Гомель — Калинковичи), 67 км от Гомеля.

### Гидрография
На реке Днепр.

## Транспортная сеть
Транспортные связи по просёлочной, затем автомобильной дороге Лоев — Речица. Планировка состоит из чуть изогнутой меридиональной ориентации улицы, застроенной двусторонне деревянными крестьянскими усадьбами.

## История
По письменным источникам известна с XVIII века. После 2-го раздела Речи Посполитой (1793 год) в составе Российской империи. В 1795 году действовала Николаевская церковь (в церковных архивах хранялись списки прихожан с 1796 года). В 1850 году работала водяная мельница, владение помещицы Рудеевской. В 1872 году построено новое строение деревянной церкви на кирпичном фундаменте. Согласно переписи 1897 года действовали церковь, церковно-приходская школа, хлебозапасный магазин, 2 магазина, трактир, в Холмечской волости Речицкого уезда Минской губернии.
С 8 декабря 1926 года до 30 декабря 1927 года центр Казимировского сельсовета Холмечского, с 4 августа 1927 года Лоевского районов Гомельского округа. В 1930 году организован колхоз «Красный партизан», работали ветряная мельница, кузница, шерсточесальня. Во время Великой Отечественной войны в 1943 году оккупанты сожгли деревню и убили 6 жителей. Согласно переписи 1959 года в составе совхоза Днепровский (центр — деревня Переделка).
До 31 декабря 2009 года в составе Переделковского сельсовета.

## Население

### Численность
- 1999 год — 41 хозяйство, 72 жителя.

### Динамика
- 1795 год — 40 двора, 312 жителей: 171 мужчин, 141 женщин.
- 1850 год — 66 дворов.
- 1862 год — 76 дворов, 222 жителя мужского пола.
- 1885 год — 106 дворов, 692 жителя.
- 1897 год — 164 двора, 1123 жителя (согласно переписи).
- 1908 год — 222 двора, 1287 жителей.
- 1959 год — 300 жителей (согласно переписи).
- 1999 год — 41 хозяйство, 72 жителя.

## Известные уроженцы
- Д. К. Морозов — Герой Советского Союза.
- А. Н. Мельниченко — Советский биолог и педагог, специалист в области пчеловодства, доктор биологических наук, профессор.